# Brachyramphus brevirostris
Brachyramphus brevirostris е вид птица от семейство Кайрови (Alcidae). Видът е почти застрашен от изчезване.

## Разпространение
Видът е разпространен в Канада, Русия, САЩ и Япония.